# 国立小樽海上技術短期大学校
国立小樽海上技術短期大学校（こくりつおたるかいじょうぎじゅつたんきだいがっこう）は北海道小樽市にある独立行政法人海技教育機構の学校。

## 概要
国立小樽海上技術短期大学校は小樽市にある航海士の養成機関である。小樽市には独立行政法人海技教育機構が設置する高等学校相当の国立小樽海上技術学校があったが建物の老朽化の問題があり廃止が検討された。しかし、地元からの強い要望があり、2021年4月に短期大学相当の国立小樽海上技術短期大学校に転換することになった。
国立小樽海上技術学校は航海士と機関士の養成機関だったが、国立小樽海上技術短期大学校では航海士の養成に特化することになった。

## 沿革
- 2021年 - 国立小樽海上技術短期大学校開校
- 2022年 - 北海道小樽市緑3丁目4番1号に移転[3]

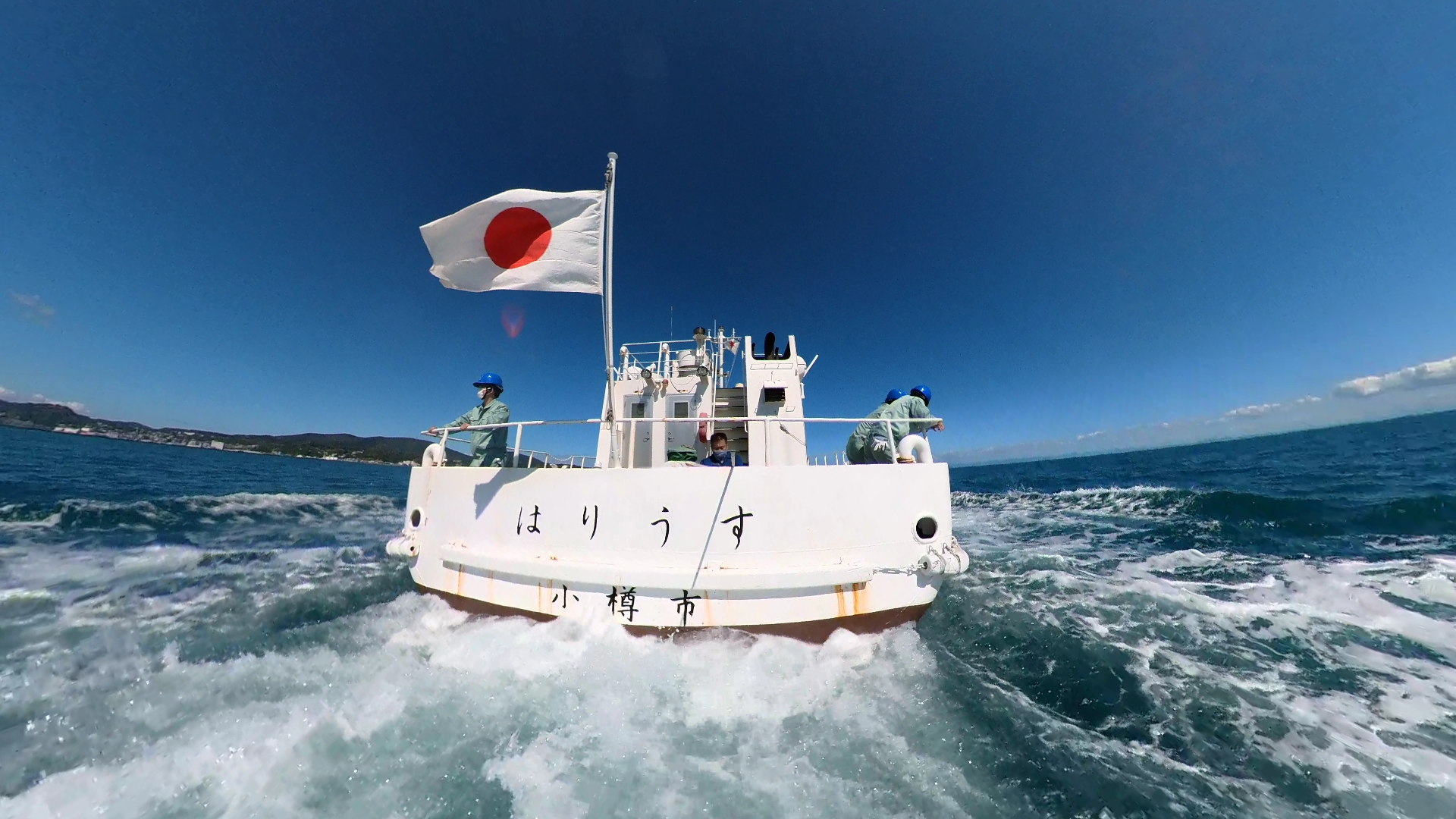
練習船はりうす

## 基礎データ

### 所在地
- 〒047-0034　北海道小樽市緑3丁目4番1号（旧北海道小樽商業高等学校の所在地）[2] - ただし、2022年移転まで北海道小樽市桜3丁目21番1号（国立小樽海上技術学校の所在地）[3]

## 取得できる資格
- 四級海技士（航海）の取得要件の一部（筆記試験と免許講習免除、乗船実習による乗船履歴クリア）[3]。
- なお四級海技士（航海）の取得にはこのほか口述試験と身体検査に合格しなければならないが、口述試験対策指導も実施される[3]。
- 以上は練習船航海実習の期間などカリキュラムが異なるため国立小樽海上技術学校とは異なる点がある。
- ECDIS演習Ⅰ、Ⅱを履修し、修了することで海技免状のECDIS能力限定解除ができる。
- 第一級海上特殊無線技士

## カリキュラム
以下は航海専科課程の科目
- 必修科目
  - 航海（航法・航海計器）
  - 運用
  - 海事法規
  - 海洋気象
  - 機関概要
  - 情報技術
  - 内航海運実務
  - 海事英語
  - 実習（航海実技、海上実習、総合訓練）
- 必修科目演習
  - 操船演習
  - 航海計画演習
  - 航海技術演習
  - BRM演習
  - 航海実技演習
  - 船舶安全概論
  - ECDIS演習I
- 選択科目
  - ECDIS演習II
  - 海運実務英語
  - 航海特論
  - キャリアデザイン
- 特別教育活動
- 練習船航海実習（6か月）